# Kubni korijen
Kubni korijen ili treći korijen, rezultat korjenovanja s korijenskim eksponentom 3, npr. treći korijen iz 27 je 3:
{\displaystyle {\sqrt[{3}]{27}}=3}